# Atticora melanoleuca
Az Atticora melanoleuca a verébalakúak (Passeriformes) rendjébe, ezen belül a fecskefélék (Hirundinidae) családjába és az Atticora nembe tartozó faj. 14 centiméter hosszú. Argentína, Brazília, Bolívia, Francia Guyana, Guyana, Kolumbia, Paraguay, Suriname és Venezuela vízhez közeli területein él. Rovarokkal táplálkozik.

## Fordítás
- Ez a szócikk részben vagy egészben  a   Black-collared_swallow című angol Wikipédia-szócikk fordításán alapul.  Az eredeti cikk szerkesztőit annak laptörténete sorolja fel. Ez a jelzés csupán a megfogalmazás eredetét és a szerzői jogokat jelzi, nem szolgál a cikkben szereplő információk forrásmegjelöléseként.